# Phidippus mystaceus
Phidippus mystaceus là một loài nhện trong họ Salticidae.
Loài này thuộc chi Phidippus. Phidippus mystaceus được Nicholas Marcellus Hentz miêu tả năm 1846.

## Hình ảnh

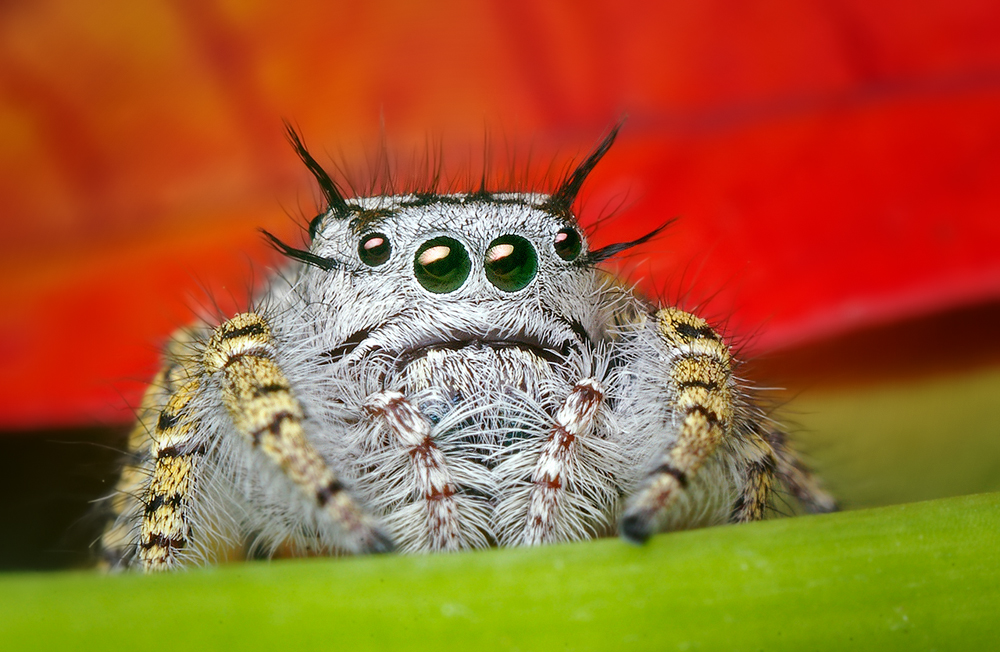
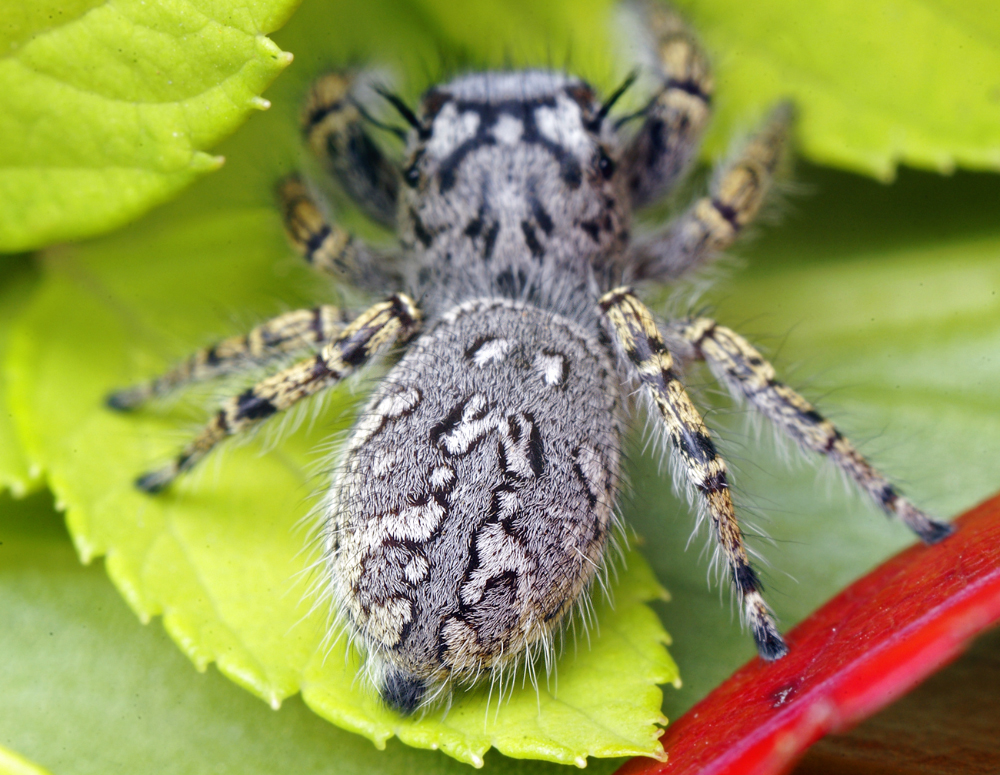
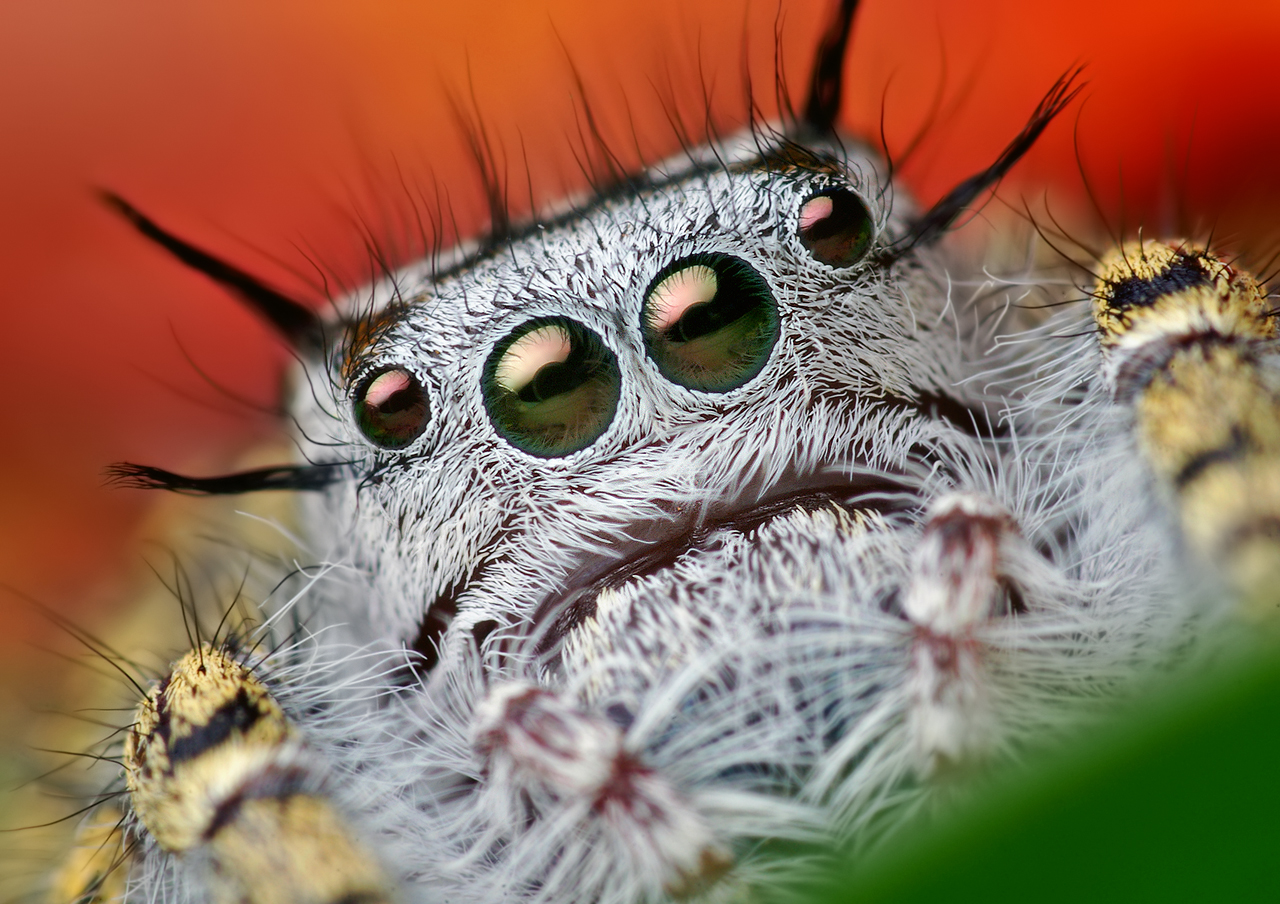
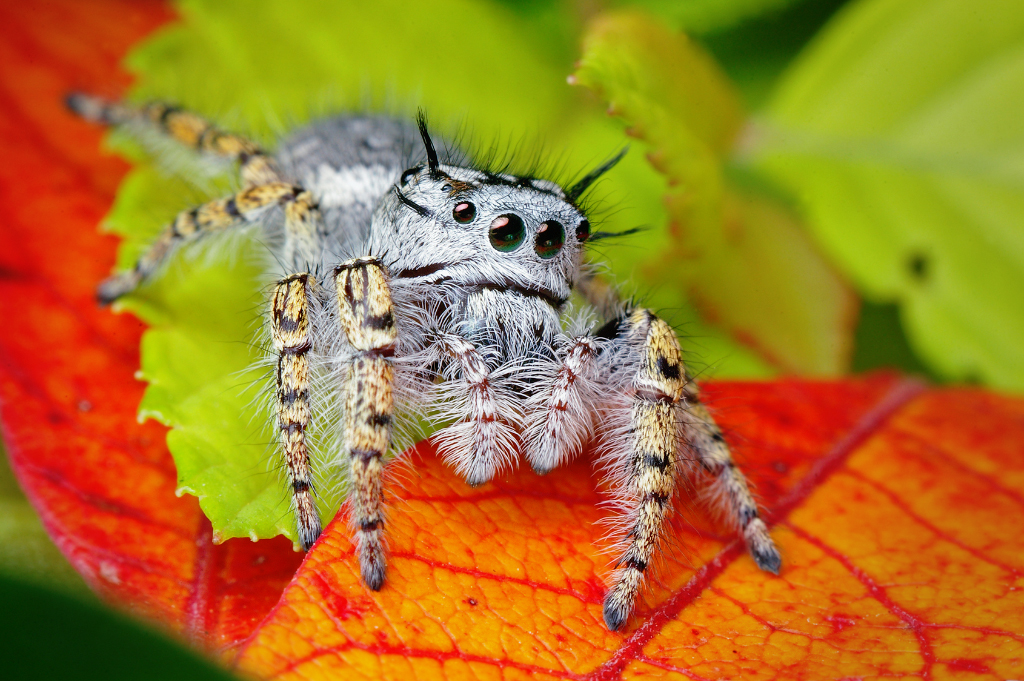